# Conrad Klemm
Conrad Klemm (* 3. Juli 1925 in Zürich; † 6. Januar 2010 in Lugano) war ein Schweizer Flötist.

## Leben
Klemm wuchs in Winterthur auf. Ab dem neunten Lebensjahr hatte er Flötenunterricht bei André Jaunet. Später nahm er Unterricht bei Randa Ogier und Otmar Nussio und erhielt am Konservatorium Zürich 1944 das Diplom als Flötist. Ab 1946 studierte er mit seinen Schweizer Kommilitonen Peter-Lukas Graf und Susi Seiler am Pariser Konservatorium bei Marcel Moyse und Robert Cortet. Das Studium schloss er 1952 mit einem Ersten Preis ab.
Er war in dieser Zeit Soloflötist des Musikkollegiums Winterthur, des Sinfonieorchesters St. Gallen, des Orchesters des Mozarteums Salzburg und des RIAS-Sinfonieorchesters Berlin. Fernando Previtali engagierte ihn 1952 als Ersten Flötisten des Orchesters der Accademia nazionale di Santa Cecilia in Rom. Er übersiedelte dafür nach Italien und hatte die Stelle bis 1975 inne. 
1977 erwarb Klemm zusätzlich einen Abschluss als Lehrer für Alexander-Technik. Neben seiner Tätigkeit als Orchestermusiker und Auftritten als Solist widmete sich Klemm der Lehrtätigkeit am Konservatorium Winterthur und in Rom und gab Meisterklassen. Unter anderen war Matthias Ziegler sein Schüler. 2005 wurde Klemm mit der Flûte d'Or ausgezeichnet.